# كارول ماكين
كارول ماكين (بالإنجليزية: Carol McCain)‏ هي عارضة أمريكية، ولدت في 19 فبراير 1938 في بنسيلفانيا في الولايات المتحدة.